# یوزف نمتس
یوزف نمتس (چکی: Josef Němec; ۲۵ سپتامبر ۱۹۳۳ – ۱۰ سپتامبر ۲۰۱۳) بوکسور اهل چکسلواکی بود.